# Trauma (amerikai együttes)
A Trauma nevű speed/heavy metal együttes 1981-ben alakult meg San Franciscóban. A zenekarban korábban Cliff Burton, a Metallica egykori basszusgitárosa is szerepelt. Lemezeiket a Shrapnel Records, Metal Blade Records, Pure Steel Records kiadók dobták piacra.

## Tagok
- Donny Hillier – ének
- Kris Gustofson – dobok
- Greg Christian – basszusgitár
- Joe Fraulob – gitár
- Steve Robello – gitár

## Korábbi tagok
- Donny Hillier – ének (1981–1985, 2013–2020, 2020-ban elhunyt)
- Michael Overton – gitár (1981–1985)
- George Lady – gitár (1981–1983)
- Cliff Burton – basszusgitár (1981–1982, 1986-ban elhunyt)
- Dennis Shafer – dob (1981–1982)
- Lucas Advicula – basszusgitár (1982–1984)
- Ross Alexander – gitár (1983–1985)
- Glen Gordon – basszusgitár (1984–1985)
- Kurt Fry – gitár (2013–2015)
- Marcel Eaton – basszusgitár (2013–2014)
- Jeff Jones – gitár (2015–2017)
- Bobby Eaton – gitár (2016–2017)

## Diszkográfia
- Scratch and Scream (1984)
- Rapture and Wrath (2015)
- The Rage (2017)
- As the World Dies (2018)